# Morbidade associada à obesidade

Taxa de mortalidade por obesidade, 2019.

A obesidade é um fator de risco para muitas doenças físicas e mentais crônicas.
Os efeitos sobre a saúde do excesso de peso, mas não da obesidade, são controversos, com alguns estudos demonstrando que a taxa de mortalidade para indivíduos classificados como acima do peso (IMC 25,0 a 29,9) pode, na verdade, ser menor do que para aqueles com peso ideal (IMC 18,5 a 24,9). Os riscos à saúde para as pessoas com excesso de peso podem estar diminuindo ao longo do tempo como resultado de melhorias no atendimento médico. Algumas condições médicas associadas à obesidade podem ser o resultado do estresse causado pela discriminação médica contra pessoas obesas, em vez dos efeitos diretos da obesidade, e algumas podem ser exacerbadas pelo atendimento médico relativamente ruim recebido por pessoas obesas.

## Discriminação médica
Devido ao estigma social da obesidade, as pessoas obesas podem receber menos assistência médica do que as pessoas dentro da faixa de peso normal do IMC, o que pode contribuir para a relação entre obesidade e resultados ruins para a saúde. As pessoas que sofrem discriminação relacionada ao peso, independentemente de seu status real de peso, também têm resultados piores para a saúde do que aquelas que não sofrem discriminação relacionada ao peso. As pessoas obesas também têm menos probabilidade de procurar assistência médica do que as pessoas não obesas, mesmo que o ganho de peso seja causado por problemas médicos. Peter Muennig, professor do Departamento de Política e Gestão de Saúde da Universidade Columbia, propôs que as condições médicas associadas à obesidade podem ser causadas "não apenas pela adiposidade, mas também pelo estresse psicológico induzido pelo estigma social associado à obesidade".

## Cardiológica

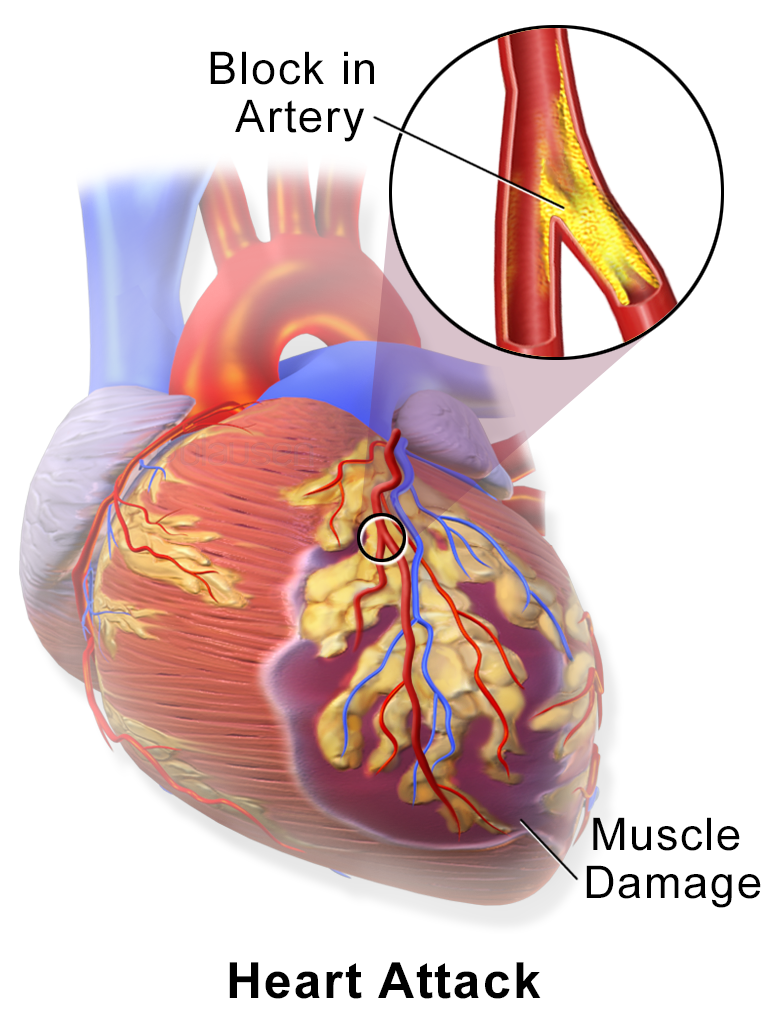
Ataque cardíaco (Infarto do miocárdio)

O peso corporal não é considerado um fator de risco independentemente preditivo para doenças cardiovasculares pelas ferramentas atuais (a partir de 2014) de avaliação de risco. A mortalidade por doenças cardiovasculares diminuiu apesar do aumento da obesidade, e pelo menos um ensaio clínico foi interrompido precocemente porque a intervenção para perda de peso que estava sendo testada não reduziu as doenças cardiovasculares.

### Doença cardíaca isquêmica
A obesidade abdominal está associada a doenças cardiovasculares, incluindo angina e infarto do miocárdio. No entanto, a obesidade geral (medida pelo IMC) pode levar a falsos diagnósticos de infarto do miocárdio e pode diminuir a mortalidade após o infarto agudo do miocárdio.
Em 2008, as diretrizes europeias concluíram que 35% das doenças isquêmicas do coração entre adultos na Europa são devidas à obesidade.

### Insuficiência cardíaca congestiva
A obesidade está associada a cerca de 11% dos casos de insuficiência cardíaca em homens e 14% em mulheres.

### Pressão arterial elevada
Mais de 85% das pessoas com hipertensão têm um IMC superior a 25, embora a dieta seja provavelmente um fator mais importante do que o peso corporal. As estimativas de risco indicam que pelo menos dois terços das pessoas com hipertensão podem ser diretamente atribuídas à obesidade. A associação entre obesidade e hipertensão foi encontrada em estudos clínicos e em animais, que sugeriram que há vários mecanismos potenciais para a hipertensão induzida pela obesidade. Esses mecanismos incluem a ativação do sistema nervoso simpático, bem como a ativação do sistema renina-angiotensina-aldosterona. Até 2007, não estava claro se havia uma associação entre hipertensão e obesidade em crianças, mas há poucas evidências diretas de que a pressão arterial tenha aumentado apesar do aumento do sobrepeso pediátrico.

### Níveis anormais de colesterol
A obesidade está associada ao aumento dos níveis de colesterol LDL e à redução dos níveis de colesterol HDL no sangue.

### Trombose venosa profunda e embolia pulmonar
A obesidade aumenta o risco de tromboembolismo venoso em aproximadamente 2,3 vezes.

## Dermatológica
A obesidade está associada à incidência de estrias, acantose nigricans, linfedema, celulite, hirsutismo e intertrigo.

## Endocrinológica

### Diabetes mellitus
A ligação entre obesidade e diabetes tipo 2 é tão forte que, na década de 1970, os pesquisadores começaram a chamá-la de "diabesidade". O excesso de peso está por trás de 64% dos casos de diabetes em homens e 77% dos casos em mulheres.

### Ginecomastia
Em alguns indivíduos, a obesidade pode estar associada à conversão periférica elevada de androgênios em estrogênios.

## Gastrointestinal

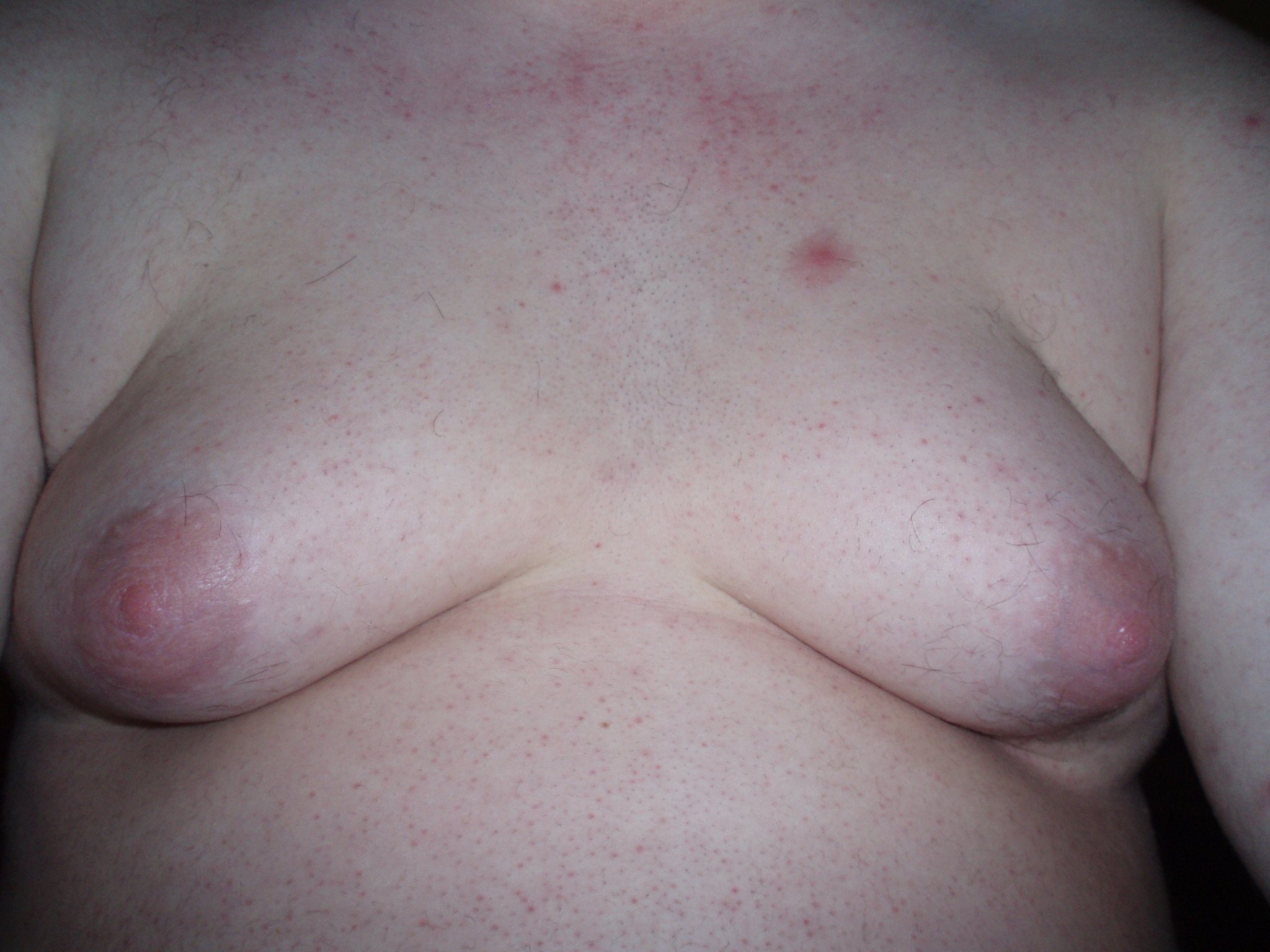
Ginecomastia em um homem obeso.

### Doença do refluxo gastroesofágico
Vários estudos demonstraram que a frequência e a gravidade dos sintomas da DRGE aumentam com o IMC, de modo que as pessoas abaixo do peso têm menos sintomas, e as pessoas gravemente obesas têm mais sintomas. No entanto, a maioria dos estudos conclui que os sintomas da DRGE não melhoram com a perda de peso não cirúrgica.

### Colelitíase (cálculos biliares)
A obesidade faz com que a quantidade de colesterol na bile aumente e, por sua vez, pode ocorrer a formação de cálculos.

## Sistema reprodutivo (ou sistema genital)

### Síndrome do ovário policístico (SOP)
Devido à sua associação com a resistência à insulina, o risco de obesidade aumenta com a síndrome do ovário policístico (SOP). Nos EUA, aproximadamente 60% dos pacientes com SOP têm um IMC maior que 30. Ainda não se sabe se a SOP contribui para a obesidade ou o contrário.

### Infertilidade
A obesidade pode levar à infertilidade em homens e mulheres. Isso se deve principalmente ao excesso de estrogênio que interfere na ovulação normal em mulheres e altera a espermatogênese em homens. Acredita-se que ela cause 6% da infertilidade primária. Uma revisão em 2013 chegou ao resultado de que a obesidade aumenta o risco de oligospermia e azoospermia em homens, com uma razão de chances de 1,3. A obesidade mórbida aumenta a razão de chances para 2,0.

### Complicações na gravidez
A obesidade está relacionada a muitas complicações na gravidez, incluindo: hemorragia, infecção, maior permanência da mãe no hospital e maior necessidade de UTI neonatal para o bebê. As mulheres obesas também têm maior risco de parto prematuro e bebês com baixo peso ao nascer.
As mulheres obesas têm mais do que o dobro da taxa de cesarianas em comparação com as mulheres de peso "normal". Alguns sugeriram que isso pode ser devido, em parte, ao estigma social da obesidade.

### Defeitos congênitos
As pessoas obesas durante a gravidez têm um risco maior de ter um filho com várias malformações congênitas, incluindo: defeitos do tubo neural, como anencefalia e espinha bífida, anomalias cardiovasculares, incluindo anomalias septais, fissura labial e palatina, malformação anorretal, anomalias de redução de membros e hidrocefalia.

### Morte fetal intrauterina
A obesidade materna está associada a um risco maior de morte fetal intrauterina.

### Pênis escondido
O excesso de gordura corporal na obesidade mórbida pode, em alguns casos, obscurecer completamente ou "esconder" o pênis.

## Neurológica

### Acidente vascular cerebral (AVC)
O acidente vascular cerebral isquêmico é maior em homens e mulheres obesos.

### Meralgia parestésica
A meralgia parestésica é uma dor neuropática ou dormência nas coxas, às vezes associada à obesidade.

### Enxaqueca
A enxaqueca (e as dores de cabeça em geral) é uma comorbidade com a obesidade. O risco de enxaqueca aumenta 50% com o IMC de 30 kg/m2 e 100% com o IMC de 35 kg/m2. A conexão causal ainda não está clara.

### Síndrome do túnel do carpo
Estima-se que o risco de síndrome do túnel do carpo aumente 7,4% para cada aumento de 1 kg/m2 no índice de massa corporal.

### Demência
Uma revisão constatou que as pessoas obesas não têm uma taxa de demência significativamente maior do que aquelas com peso "normal".

### Hipertensão intracraniana idiopática
A hipertensão intracraniana idiopática, ou pressão alta inexplicável no crânio, é uma condição rara que pode causar deficiência visual, dor de cabeça intensa e frequente e zumbido. É mais comumente observada em mulheres obesas, e a incidência de hipertensão intracraniana idiopática está aumentando junto com o aumento do número de pessoas obesas.

### Esclerose múltipla
Mulheres obesas aos 18 anos de idade têm um risco duas vezes maior de esclerose múltipla em comparação com mulheres com IMC entre 18,5 e 20,9. Mulheres com baixo peso aos 18 anos de idade têm o menor risco de esclerose múltipla. Entretanto, o peso corporal na idade adulta não foi associado ao risco de esclerose múltipla.

## Câncer (ou oncológica)

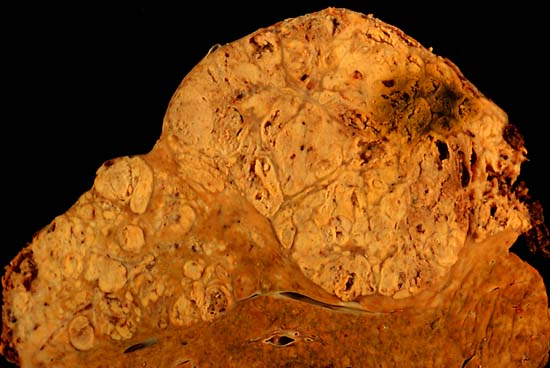
Carcinoma hepatocelular 1.

Muitos cânceres ocorrem com maior frequência em pessoas com sobrepeso ou obesas. Um estudo do Reino Unido descobriu que aproximadamente 5% dos cânceres são causados pelo excesso de peso. Esses cânceres incluem:
- mama, ovário.
- esôfago, colorretal.
- fígado, pancreático.
- vesícula biliar, estômago.
- endometrial, cervical.
- próstata, rim.
- linfoma não Hodgkin, mieloma múltiplo.

Um índice de massa corporal (IMC) elevado está associado a um risco maior de desenvolver dez tipos de câncer comuns, incluindo 41% dos cânceres de útero e pelo menos 10% dos cânceres de vesícula biliar, rim, fígado e cólon no Reino Unido. Para as pessoas submetidas a cirurgias de câncer, a obesidade também está associada a um risco maior de complicações pós-operatórias importantes em comparação com as pessoas com peso "normal".

## Psiquiátrica

### Depressão

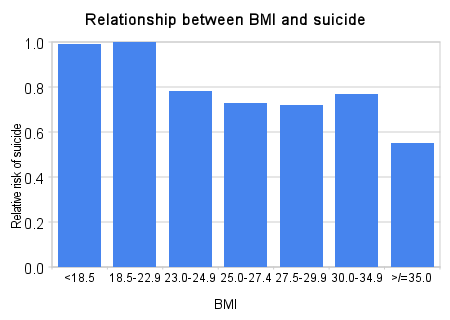
O risco de morte por suicídio diminui com o aumento do índice de massa corporal nos Estados Unidos.

A obesidade tem sido associada à depressão, provavelmente devido a fatores sociais e não aos efeitos físicos da obesidade. No entanto, é possível que a obesidade seja causada pela depressão (devido à redução da atividade física ou, em algumas pessoas, ao aumento do apetite). As deficiências relacionadas à obesidade também podem levar à depressão em algumas pessoas. Tentativas repetidas e fracassadas de perda de peso também podem levar à depressão.
A associação entre obesidade e depressão é mais forte nas pessoas com obesidade mais grave, nas mais jovens e nas mulheres. Entretanto, a taxa de suicídio diminui com o aumento do IMC. Da mesma forma, a perda de peso por meio de cirurgia bariátrica está associada ao aumento do risco de suicídio.

### Estigmatização social
As pessoas obesas atraem reações negativas dos outros, e as pessoas estão menos dispostas a ajudar indivíduos obesos em qualquer situação devido à estigmatização social. As pessoas obesas também têm menos oportunidades educacionais e de carreira, em média ganham uma renda menor, e geralmente recebem cuidados e tratamentos de saúde piores do que os indivíduos com peso "normal".

## Sistema respiratório

### Apneia obstrutiva do sono
A obesidade é um fator de risco para a apneia obstrutiva do sono.

### Síndrome de obesidade-hipoventilação

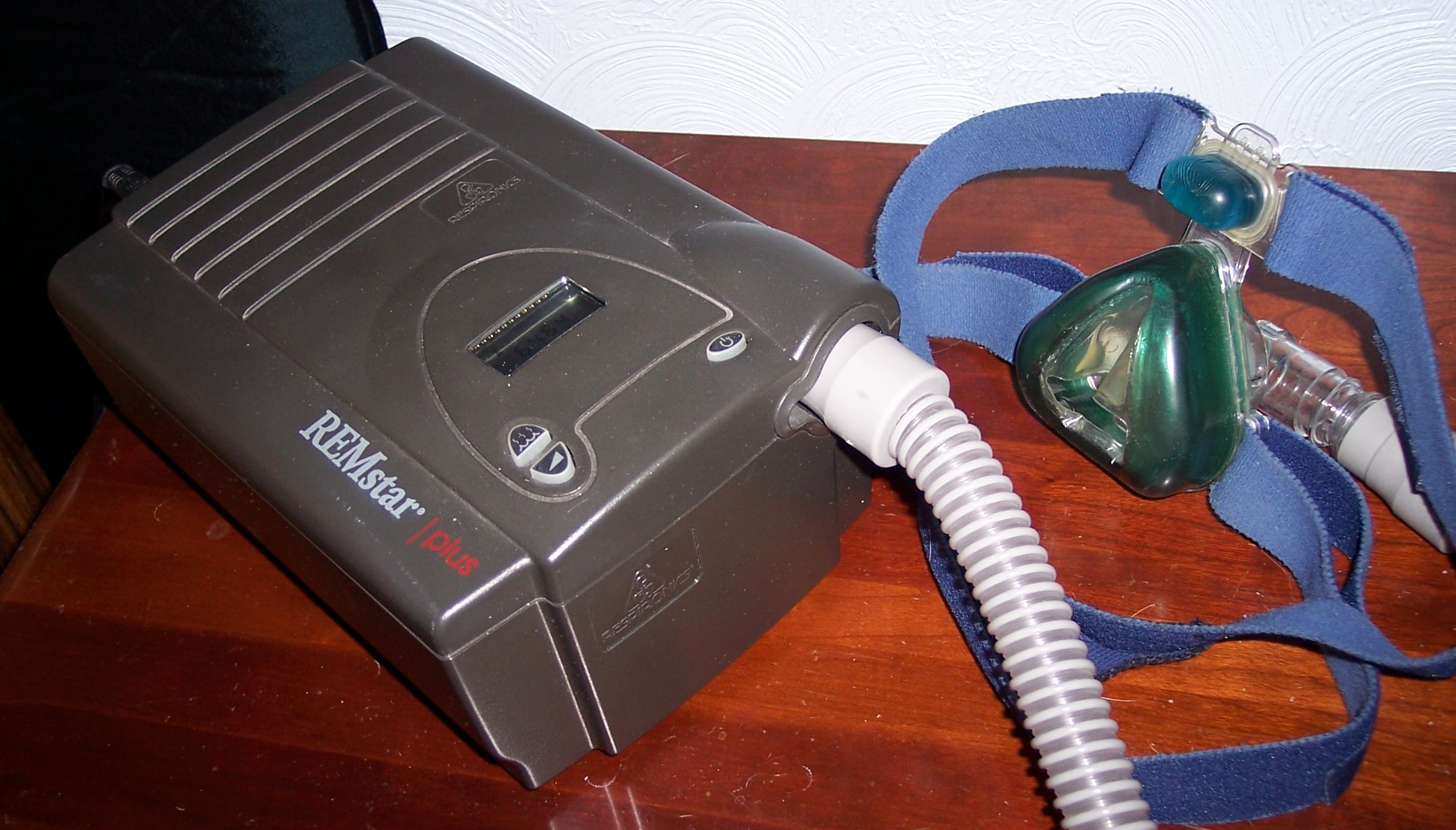
Máquina CPAP comumente usada em SSO.

A síndrome de obesidade-hipoventilação é definida como a combinação de obesidade, hipóxia durante o sono e hipercapnia durante o dia, resultante da hipoventilação.

### Doença pulmonar crônica
A obesidade está associada a várias doenças pulmonares crônicas, inclusive asma e DPOC. Acredita-se que um estado pró-inflamatório sistêmico induzido por algumas causas de obesidade possa contribuir para a inflamação das vias aéreas, levando à asma.

### Complicações durante a anestesia geral
A obesidade reduz e enrijece significativamente o volume pulmonar funcional, exigindo estratégias específicas para o controle respiratório durante a anestesia geral.

### Obesidade e asma
Foi demonstrado que a inflamação sistêmica de baixo grau da obesidade piora a função pulmonar na asma e aumenta o risco de desenvolver uma exacerbação da asma.

### COVID-19
Um estudo realizado na Inglaterra constatou um aumento linear na COVID-19 grave, resultando em hospitalização e morte para aqueles cujo IMC está acima de 23, e um aumento linear na admissão em uma unidade de terapia intensiva em todo o espectro do IMC. A diferença no risco de COVID-19 por ter um IMC alto foi mais pronunciada em pessoas com menos de 40 anos ou que eram negras. Um estudo do México descobriu que a obesidade sozinha foi responsável por um risco 2,7 vezes maior de morte por COVID-19, enquanto as comorbidades com diabetes, imunossupressão ou pressão alta aumentaram ainda mais o risco. Um estudo dos Estados Unidos descobriu que havia uma correlação inversa entre a idade e o IMC dos pacientes com COVID; quanto mais jovem a faixa etária, maior o IMC.

## Reumatológica e ortopédica

### Gota

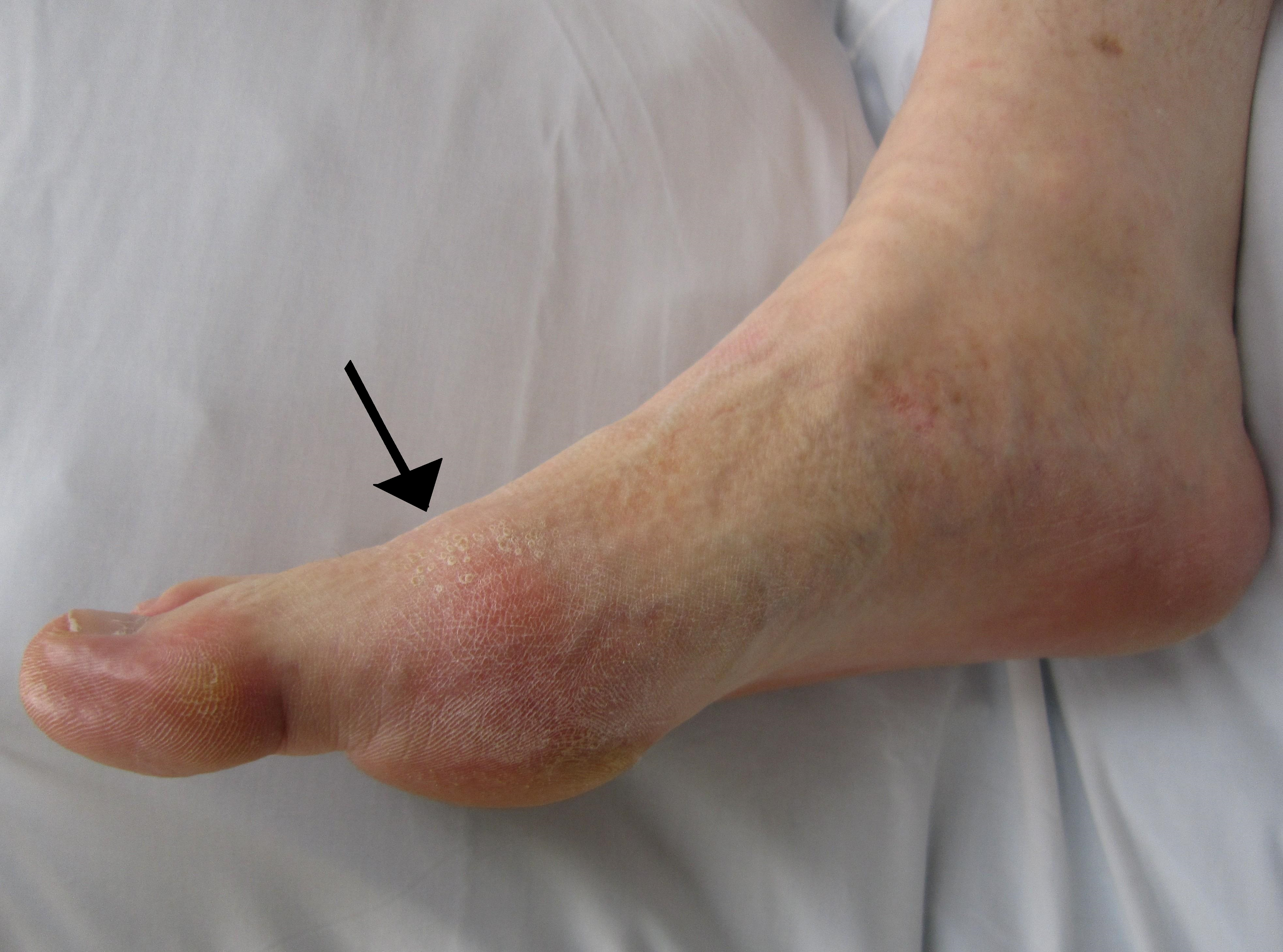
Gota.

Em comparação com homens com IMC de 21-22,9, homens com IMC de 30-34,9 têm 2,33 vezes mais gota, e homens com IMC ≥ 35 têm 2,97 vezes mais gota. A perda de peso diminui esses riscos.

### Mobilidade ruim
Há uma forte associação entre obesidade e dor musculoesquelética e incapacidade.

### Osteoartrite
As taxas mais altas de artrite são observadas tanto nas articulações que suportam peso quanto nas que não suportam peso. A perda de peso e os exercícios reduzem o risco de osteoartrite.

### Dor lombar
Indivíduos obesos têm de duas a quatro vezes mais chances de ter dor lombar do que seus pares com peso "normal".

## Lesão traumática
Nas mulheres, o baixo IMC é um fator de risco para fraturas osteoporóticas em geral. Em contrapartida, a obesidade é um fator de proteção para a maioria das fraturas osteoporóticas.

## Urológica e nefrológica

Sistema urinário.

### Incontinência urinária
A incontinência de urgência, de estresse e mista ocorrem em taxas mais altas em pessoas obesas. As taxas de incontinência urinária são aproximadamente o dobro das encontradas na população com peso "normal". A incontinência urinária melhora com a perda de peso.

### Doença renal crônica
A obesidade aumenta o risco de doença renal crônica em três a quatro vezes.

### Hipogonadismo
Nos homens, a obesidade e a síndrome metabólica aumentam a produção de estrogênio e adipocinas. Isso reduz o hormônio liberador de gonadotrofina e, por sua vez, reduz o hormônio luteinizante e o hormônio folículo estimulante. O resultado é a redução da produção de testosterona pelo testículo e um aumento adicional nos níveis de adipocinas. Isso, por sua vez, retroalimenta e causa mais ganho de peso.

### Disfunção erétil
Indivíduos obesos do sexo masculino podem apresentar disfunção erétil, e a perda de peso pode melhorar seu funcionamento sexual.